# 原沢久喜
原沢 久喜（はらさわ ひさよし、1992年7月3日 - ）は、日本の柔道家。山口県下関市出身。階級は100kg超級。身長191cm。体重122kg。血液型はA型。組み手は右組み。得意技は内股、大内刈。弟に俳優の原沢侑高がいる。

## 経歴

### 高校まで
柔道は6歳の時に大西道場で始めた。日新中学から早鞆高校へ進学した当初は66kg級の選手で、身長も177cmほどだった。しかしその後成長を続けると、3年の時には身長190cmを超えて、階級も100kg超級まで上がった。なお、体重も90kgくらいまでは自然に増えたが、そこから先はウェイトトレーニングやプロテインを大量に摂取して増やしていった。中国大会に優勝してインターハイの100kg超級に出場すると、準決勝で東海大相模高校3年の王子谷剛志に上四方固で敗れたものの3位となった。続く全日本ジュニアでは決勝まで進むも、王子谷に開始早々の大外落で敗れて2位に終わった。当初柔道は高校を卒業したら辞めるつもりだったが、成績を残し始めたことで楽しく感じるようになり、続けることに決めた。

### 大学時代
2011年には日本大学に進学した。2年の時には学生優勝大会の決勝で東海大学と対戦すると、先鋒で出場して一本勝ちするなど、チームは3-0で大きくリードしながら、その後3連敗して内容で並ばれて代表戦になり自ら出場するが、王子谷に内股返で有効を取られて敗れ、チームも2位にとどまった。9月の学生体重別では王子谷が出場していなかったものの、決勝で東海大学4年の豊田竜太を合技で破って優勝を飾った。11月の講道館杯では決勝まで勝ち上がると、旭化成の百瀬優を2-1の微妙な判定ながら破ってシニアの全国大会初優勝を飾った。2013年3月の全日本選手権東京予選では優勝を飾った。3年の時には4月の全日本選手権の準々決勝で警視庁の棟田康幸を指導3で破ると、準決勝では90kg級の選手である旭化成の垣田恭兵に内股すかしで技ありを先取されるも、内股で逆転勝ちした。決勝では天理大学職員の穴井隆将に指導2を取られて逃げ切られ、指導1つの差で敗れて初出場初優勝はならなかった。5月の体重別の初戦では王子谷の大外刈を防ごうとした際に右肘の関節を脱臼して棄権負けとなった。6月の学生優勝大会でも昨年に続いて2位に終わった。11月の講道館杯では準々決勝で新日鐵住金の高橋和彦に横四方固で敗れたが、その後の3位決定戦では今まで一度も勝てなかった同期のライバルである王子谷を指導1で破って3位になった。グランドスラム・東京では準々決勝で世界2位であるブラジルのラファエル・シルバに指導2で敗れたが、3位決定戦では九州電力の七戸龍を反則勝ちで破って3位となった。
4年の時には4月の全日本選手権の準々決勝で王子谷に大外刈で敗れて5位にとどまった。11月の講道館杯では初戦で敗れてグランドスラム・東京には出場できなかったが、グランプリ・青島ではオール一本勝ちでIJFワールド柔道ツアー初優勝を飾った。2015年2月のヨーロッパオープン・ローマでも優勝を果たした。3月の東京都選手権では決勝で高橋を内股で破って2年ぶり2度目の優勝を飾った。

### JRA時代
4月からはJRAの労務厚生課所属となった。体重別では準決勝で王子谷に大外刈の有効で敗れて3位にとどまった。続く全日本選手権では準々決勝で高橋を内股、準決勝で王子谷を指導3で破ると、決勝では七戸を小外刈の有効で破って今大会初優勝を飾ることになった。しかしながら、今大会で優勝して尚且つ国際大会でも一定の結果を残しながら、世界選手権代表及び世界団体のメンバーにも選出されなかった。なお、全日本代表チーム監督の井上康生から体重別と全日本選手権の両方を制しておかないと代表にはなれないとあらかじめ言われていたという。6月には世界チャンピオンであるフランスのテディ・リネールが来日して乱取りを行ったが、うまく捌かれてほとんどいい組み手になることができなかったものの、今後の研究次第では全く太刀打ちできない相手でもないとの感触は得た。7月のユニバーシアードでは他競技の選手や外国選手と一緒に過ごすオリンピックの予行演習の一環として出場すると、順当に優勝を飾った。続くグランドスラム・チュメニでは、決勝で地元ロシアの選手に内股で一本勝ちするなどして優勝を飾った。10月のグランドスラム・パリでは準々決勝で王子谷を指導2で破るなどして決勝まで進むと、ブラジルのダビド・モウラを内股で破って優勝を果たした。12月のグランドスラム・東京では準決勝で京葉ガスの上川大樹を指導3で下すと、決勝では世界選手権2大会連続銀メダリストとなった七戸と対戦して、お互い指導3が与えられた後、GSに入ってから指導を奪い反則勝ちを収めて今年3度目のグランドスラム大会優勝を成し遂げて国際大会6連勝となった。原沢を大学時代に指導していた日大柔道部監督の金野潤はこの一戦に関して、「勇気を持って近い間合いに飛び込んだ原沢に対し、その距離を嫌がる七戸が下がったことが、最後の「指導」に結びついた」と分析した。試合後のインタビューで原沢は、「今大会で七戸選手に勝って優勝したことで、オリンピックの代表争いの土俵に上がれたのではないかと思っています。」と述べると、七戸との差は「今は1馬身ぐらいですね。冬にまた勝てば追いつけます」と語った。一方で井上監督は、「直接対決で勝って並んだ。ここから彼らの戦いが始まる」との認識を示した。
2016年2月のグランドスラム・パリでは決勝でライバルの七戸を破って勝ち上がってきたイスラエルのオル・サッソンを指導3で下して今大会2連覇、国際大会7連勝を成し遂げた。4月の選抜体重別では準決勝で上川を隅落で破ると、決勝ではオリンピック代表争いのライバルである七戸を内股の有効で破って今大会初優勝を飾った。これにより、2016年リオデジャネイロオリンピック代表が有力となった。続く全日本選手権では準決勝で上川に0-3の判定で敗れて3位にとどまり2連覇はならなかった。また、昨年の今大会から続いていた公式戦での連勝記録も37でストップした。しかし、国際大会で7連勝していたことやライバルの七戸に4戦全勝していたことなどが評価されて、リオデジャネイロオリンピック代表に選出された。この際に日本代表チーム監督の井上は、原沢の最大のライバルとなるリネールを攻略するためには「普通のことをやっていては勝てない。どうやって異常なことをやっていくか」との見方を示した。5月にはウェイトトレーニングでスクワットをしていた際に、半年に一回の割合で起こるという持病のぎっくり腰が再発して、一週間ほど安静にしていた。それから間もなくして世界ランク上位選手が集まるワールドマスターズに出場するも、準々決勝でルーマニアのダニエル・ナテアから内股を返されて技ありを取られた後に裏投げで一本負けを喫するなどして3位に終わった。これにより、国際大会での連続優勝記録が7、対外国選手の連勝記録も31で途切れた。6月には実業団体に出場して2勝1分でチームの優勝に貢献した。また、団体で日本一になるのは今回が初めてのこととなった。7月には日大主催の壮行会において、「日本柔道の再建を託されている。必ず金メダルを取って帰ってきたいと思います」とオリンピックへ向けた決意を語った。
8月のリオデジャネイロオリンピックでは初戦でジョージアのアダム・オクルアシビリを指導2で破ると、2回戦でアゼルバイジャンのウシャンギ・コカウリに大内刈で一本勝ち、3回戦ではキューバのアレックス・ガルシア・メンドーサを反則勝ちで破った。準決勝ではウズベキスタンのアブドゥロ・タングリエフから大内刈で有効を取った後も攻め続けると反則勝ちを収めた。決勝ではオリンピック2連覇を狙っていたリネールと初対戦になるが、開始僅か9秒で掛け潰れによる指導を受けると、1分過ぎには極端な防御姿勢を取ったとして指導2を与えられた。その後原沢は組みに行こうとするものの、リネールにまともに組ませてもらえず時間が推移していった。それでも終盤になって消極的なリネールに指導が与えられるも、その直後に原沢にも指導3が与えられた。この不可解な指導はすぐに取り消されたが、スコアで追いつくことができずに試合終了となり銀メダルに終わった。指導でリードして以降守りを固めて積極的に攻めて来ず、組み手争いに徹するリネールに観客からはブーイングが吹き荒れたものの、結局そのリネールを最後まで切り崩すことはできなかった。原沢は決勝について次のように振り返った。「後半で勝負をしようと思っていた。何回か組んで（技に）入れるかなというチャンスがあったし、組み際に狙おうかと思ったが、組み手も厳しかった。もつれ際に（相手の技を）返すとか、自分が帯を持って大内刈りとか、奇襲というか組み際の技を狙っていたけれど、うまくさばかれた」。なお、今大会で審判を務めた大迫明伸によれば、事前の審判ミーティングにおいて今回は特別な大会であるオリンピックなので、選手に柔道をやる時間を今まで以上に与えるようにとの指示があったという。そのため、全体的には指導をいつもより遅く取るなどそれが守られていた。しかしながら、この決勝に限っては原沢に指導を与えるのが早すぎて、リネールが柔道で勝負しなくても良い状況を審判が作ってしまった。結論的に言えば、この試合は審判によるコントロールミスであったとの見解を示した。ジュリーも指導を取り消す権限があったのに敢えてそれを行使することはなかったことに疑問を覚えたともいう。12月にはグランドスラム・東京に出場予定だったが、左腓腹筋内側頭筋損傷により出場を取りやめた。
オリンピック以来半年振りの試合となった2017年2月のグランプリ・デュッセルドルフでは準決勝まですべて一本勝ちするも、決勝では東海大学3年の影浦心に開始早々に大内刈を返されて技ありを取られると、その後スコアを取り返せず2位に終わった。4月の体重別では準決勝で影浦に技ありを2つ取られて3位に終わった。全日本選手権では3回戦で百瀬に開始30秒過ぎの送襟絞で敗れた。大会後、「試合で落とされた（意識を失った）のは初めて。（五輪後、負けが続いて）落ちるところまで落ちたので、来年、必ず強くなって帰ってきたい」とコメントした。過去の実績により今大会で優勝した王子谷とともに世界選手権代表に選出された。5月29日付けの世界ランキングではこの階級の日本選手として初めてとなる1位になった。6月の実業団体では決勝で旭化成と対戦すると、代表戦で王子谷を大外返で破ってチームの優勝に貢献した。9月の世界選手権では初戦で伏兵のオーストリアのステファン・ヘギィにGSに入ってから指導2を取られて敗れた。世界団体では初戦のみの出場だったが勝利すると、その後チームも優勝を飾った。なお、11月の世界選手権（無差別）に出場予定だったが、心身が慢性疲労となる「オーバートレーニング症候群」に陥った可能性があることから、出場を辞退した。12月のグランドスラム・東京も同様の理由で出場を回避したが、大会後の国際合宿である東京キャンプには参加した。
2018年2月のグランドスラム・デュッセルドルフでは3回戦の技あり優勢勝ち以外は全て一本勝ちして決勝まで進むが、王子谷との対戦では組み手争いが続く消極的な試合展開でお互いに指導3が与えられたことにより、両者反則負けを喫して2位にとどまった。2018年から新規導入されたIJFルールによる両者反則負けの適用第1号となった。この試合に関してIJFは、「両柔道家は闘う意図がなかった。最近、改定したルールにより、今回のような形で両者を処分できる」とコメントした。3月には全日本選手権の東京予選に出場すると、準々決勝でそれまで2連敗していた影浦を反則勝ちで破るなど7試合オール一本勝ちで今大会3年ぶり3度目の優勝を飾った。4月の体重別では準決勝で影浦に反則勝ちしたが、決勝では明治大学4年の小川雄勢にGSに入ってから反則負けを喫して2位に終わった。続く全日本選手権では準々決勝で七戸に反則勝ち、準決勝では千葉県警の加藤博剛をGSに入ってから内股で破ると、決勝では王子谷をGS含めて9分16秒もの戦いの末に反則勝ちを収めて5試合オール一本勝ちして、今大会3年ぶり2度目の優勝を飾った。5試合のうち3試合が反則勝ちであったものの、今大会をオール一本勝ちで制したのは1979年に優勝した山下泰裕以来39年ぶりのこととなった。これにより、世界選手権代表に選出された。

### フリーの柔道家として
JRAでは通常業務も行っていたが、2018年4月いっぱいでJRAを退社して、5月からはフリーの身で競技に専念し、2020年東京オリンピックを目指すことになった。退社する際、JRAの人事部から「世界一の柔道家を命ずる。」という辞令を手渡された。
普段の練習は日大で行い、2018年秋からは、天理大学にも通って修行を重ねた。9月の世界選手権では2回戦でシルバに反則勝ちするなどして勝ち進すも、準々決勝でモンゴルのウルジバヤル・ドゥレンバヤルに一本背負投で敗れた。その後の3位決定戦でウズベキスタンのベクムロド・オルティボエフを大外刈で破って3位になった。試合後には、「優勝を狙っていたので悔しい、切り替えてメダルを獲れたのは次につながる」とコメントした。続く世界団体では準決勝の韓国と北朝鮮の南北合同チーム戦で、個人戦で破っているキム・ミンジョンに反則勝ちすると、決勝のフランス戦ではリオデジャネイロオリンピック100kg級銅メダリストのシリル・マレを技ありで破ってチームの優勝に貢献した。11月のグランドスラム・大阪では2回戦でモンゴルのナイダン・ツブシンバヤルに技ありで敗れた。
2019年2月のグランドスラム・パリでは準々決勝でコカウリを内股、準決勝でオランダのヘンク・フロルを横四方固で破るも、決勝で韓国の金成民に隅落で敗れて2位にとどまった。この際に、「決勝は自分の形になり切れていないところで、技をかけ急いでしまった。（過去に）2回優勝している大会でいい結果を望んでいたが、そううまくはいかない」とコメントした。続くグランドスラム・デュッセルドルフでは準々決勝で昨年の世界選手権で敗れたウルジバヤルを内股、準決勝でフロルを大内刈でそれぞれ破ると、決勝ではロシアのイナル・タソエフを内股で破って、3年ぶりとなる国際大会優勝を飾った。試合後には、「何としてもこの大会は優勝したかった。良かった」とコメントした。なお、普段の練習は出身の日大で行っていたが、同郷で1学年上の大野将平の手助けもあって、年明けから大野の拠点でもある天理大学で出稽古を積み、元世界チャンピオンの穴井に大外刈を指導されるなど天理大学特有の正統派柔道を学んだ成果が今大会で現れたという。

### 百五銀行時代
JRAを退職後はフリーの身であったが、2019年4月から三重県津市に本店を置く百五銀行の所属に決まった。3年間の嘱託契約で、競技に専念出来る条件とされる。2021年に三重県で開催される国体要員を求めていた銀行側からのアプローチを受けた格好となった。なお、所属先を決めるにあたっては、株式会社スポーツビズのキャリア支援事業部門であるGAHER事業部のキャリアサポート業務を活用した。4月の体重別では初戦で七戸を技ありで破ると、準決勝で王子谷に反則勝ちして、決勝でも大学の3年後輩である日本製鉄の佐藤和哉に10分21秒もの戦いの末に反則勝ちを収めて、今大会3年ぶり2度目の優勝を飾った。続く全日本選手権では準々決勝で東海大学4年の太田彪雅にGSに入ってから袖釣込腰の技ありで敗れて5位にとどまった。しかし、国際大会などの実績により世界選手権代表に選出された。7月のグランプリ・モントリオールでは準決勝でモウラを内股で破るなどオール一本勝ちで決勝まで進み、リオデジャネイロオリンピック以来3年ぶりにリネールと対戦すると、互いに指導2が与えらた後、GSに入ってから大外刈で技ありを取られて2位にとどまった。続くグランプリ・ザグレブでは準決勝までオール一本勝ちすると、決勝では世界ジュニアチャンピオンであるジョージアのゲラ・ザアリシビリをGSに入ってから小内刈の技ありで一旦は破ったかに思えたが、ビデオ判定で取り消された直後に、両手で後帯を持った帯取返（IJFは引込返だとしている）で一本負けを喫して2位にとどまった。しかし、2020IJFレフェリング・セミナーにおいてIJF審判委員会は、この裁定はミスジャッジで正しくはワンサイドグリップまたは相手の肩越しに背中・後帯を掴むクロスグリップにより、ザアリシビリへの指導とされた。この見解通りのジャッジが下されていれば、指導3で原沢の反則勝ちであり、優勝となっていた。
8月に東京で開催された世界選手権では初戦となる2回戦で一昨年の世界選手権で敗れたヘギィを合技で下すと、3回戦でツブシンバヤルを小内刈で破り、準々決勝はシルバに反則勝ちして、準決勝では昨年の世界チャンピオンであるジョージアのグラム・ツシシビリを浮腰で破った。決勝ではリオデジャネイロオリンピック100kg級金メダリストであるチェコのルカシュ・クルパレクとの対戦となり、GSに入ってから大内刈を裏投げで切り返された際に頭を強打するアクシデントに見舞われながら、8分近い戦いの末に反則負けを喫して2位にとどまった。この際に、「山場だと思っていた準決勝を乗り越えて、勢いでいこうと思ったが、組んでからの具体的なプランがなかった」と語った。全柔連会長の山下も「攻めることはリスクはあるが、リスクをとって勝負に出ないと勝利はつかめない」と指摘した。11月のグランドスラム・大阪は、左半膜様筋肉離れのため出場を回避することになった。12月のワールドマスターズでは準々決勝でフロルを内股、準決勝でタソエフを小内刈で破るなどオール一本勝ちで決勝に進むと、決勝ではクルパレクと再戦となる予定であったが、相手が棄権して不戦勝となり優勝した。
2020年2月にはグランドスラム・デュッセルドルフに出場予定だったが、左太ももの肉離れにより取り止めた。その後に開かれた強化委員会で、1名の強化委員が白票を投じたのを除いて賛成票が得られたため、東京オリンピック代表が内定した。2番手とのこれまでの成績差が歴然だと強化委員の3分の2以上によって判断された場合は東京オリンピック代表が内定することになっていた。オリンピック代表争いのライバルである影浦はグランドスラム・パリで10年近く不敗だったリネールを破ったことを高評価されるも、直近1年間の国際大会で優勝がないことや、他の有力外国人選手との勝率などにより、原沢有利と判断された。代表内定となった原沢は、「自国開催の五輪で戦えることを誇り、喜びに感じ、力に変えたい」と決意を述べた。3月にはコロナウイルスの影響により東京オリンピックの開催が1年ほど延期されることになった事態に対して、「昨日までと変わらず、自分のやるべきことを徹底していくのみです。いつの開催になろうとも最高のパフォーマンスを発揮できるように万全の準備をしていきます」とコメントした。5月に全柔連は常務理事会と強化委員会を開いて、1年延期になった東京オリンピックでは2月に決まっていた代表内定選手の権利を維持する方針を確認した。内定選手は激越な代表選考をすでに経ているとしたうえで、国際大会の再開が今だ不透明で再選考が容易でないことを最大の理由に挙げている。一方で強化委員長の金野は、「現場の監督、コーチが現内定選手で闘う自信をしっかり持っていることが一番の決め手」だと説明した。その後、全柔連の全理事と監事の承認を得て、代表内定選手の維持が正式に決まった。この際に、「どんな環境でも、来年の五輪に向けて再スタートが切れるように、今できることを頑張ります」とコメントした。7月には1年延期された東京オリンピックについて、「金メダルの目標を成し遂げることで、いろんな人の思いや期待に応えたい」とコメントした。
2021年1月のワールドマスターズでは2回戦でウクライナのヤキフ・ハンモに小外掛からの横四方固で敗れた。この際に右肩を負傷したと思われたが、右肋軟骨だった。4月のグランドスラム・アンタルヤでは準決勝でコカウリに反則勝ちするも、決勝ではロシアのタメルラン・バシャエフに内股すかしで敗れて2位にとどまった。その直後のアジア・オセアニア選手権では決勝でキムを技ありで破って優勝した。7月に日本武道館で開催された東京オリンピックでは初戦となる2回戦でキムを技ありで破ると、準々決勝ではハンモを内股で破ったが、準決勝ではクルパレクにGSに入ってから技ありで敗れた。3位決定戦ではリネールと3度目の対戦を迎えるも、終始劣勢なまま反則負けして5位に終わった。なおこの際、第一線からの引退を示唆した。東京オリンピック混合団体では銀メダルを獲得したが、試合には一度も出場しなかった。

### 長府工産時代
2022年3月にはパリオリンピックを目指して、自身の出身地である下関に本拠を置く長府工産と3年間のスポンサー契約を結ぶことになった。4月の体重別では準決勝で小川に反則負けを喫した。続く全日本選手権に3年ぶりに出場すると、準々決勝で王子谷を縦四方固で破るも、準決勝で国士館大学3年の斉藤立に反則負けを喫して3位に終わった。10月の講道館杯では決勝まで進むも、国士館大学3年の髙橋翼に縦四方固で敗れて2位にとどまった。12月のグランドスラム・東京では準決勝で影浦に送襟絞で敗れるも、その後の3位決定戦で髙橋に反則勝ちして3位になった。
2023年4月の体重別はケガにより出場を回避した。全日本選手権では準々決勝で90kg級の選手であるパーク24の田嶋剛希に反則負けを喫して5位に終わった。講道館杯では準々決勝で旭化成の中野寛太に内股で敗れるなどして5位にとどまった。
2024年4月の体重別では初戦で太田に技ありで敗れた。続く、10度目の出場となった全日本選手権では3回戦で小川を3－0、準々決勝で影浦を2－1の旗判定で破ると、準決勝ではパーク24のグリーンカラニ海斗を合技で破った。しかし、決勝では中野に1－2の旗判定で敗れて2位にとどまり6年ぶりの優勝はならなかった。
2025年4月の全日本選手権では2回戦で田嶋を3ー0の旗判定で破り雪辱を果たすと、3回戦で影浦を3ー0の旗判定、準々決勝で福岡県警の上林山裕馬を腕挫十字固でそれぞれ破ると、準決勝ではパーク24の増山香補を谷落で破るも、決勝では綜合警備保障の香川大吾に大内刈の技ありで敗れて、前年に続きまたも2位にとどまった。

## 世界ランキング
- 世界ランキングの年度別変遷

|      | 2013年 | 2014年 | 2015年 | 2016年 | 2017年 | 2018年 | 2019年 | 2020年 | 2021年 | 2022年 |
| ---- | ------ | ------ | ------ | ------ | ------ | ------ | ------ | ------ | ------ | ------ |
| 順位 | 50     | 21     | 4      | 2      | 28     | 19     | 2      | 2      | 7      | 35     |

(出典、JudoInside.com)

## 戦績
- 2010年 - インターハイ 3位
- 2010年 - 全日本ジュニア 2位
- 2011年 - 体重別団体 5位
- 2012年 - 優勝大会 2位
- 2012年 - 学生体重別 優勝
- 2012年 - 体重別団体 5位
- 2012年 - 講道館杯 優勝
- 2013年 - ベルギー国際 優勝
- 2013年 - 全日本選手権 2位
- 2013年 - 優勝大会 2位
- 2013年 - 体重別団体 5位
- 2013年 - 講道館杯 3位
- 2013年 - グランドスラム・東京 3位
- 2014年 - グランプリ・デュッセルドルフ 5位
- 2014年 - 体重別 3位
- 2014年 - 全日本選手権 5位
- 2014年 - 優勝大会 2位
- 2014年 - グランドスラム・チュメニ 3位
- 2014年 - 体重別団体 2位
- 2014年 - グランプリ・青島 優勝
- 2015年 - ヨーロッパオープン・ローマ 優勝
- 2015年 - 体重別 3位
- 2015年 - 全日本選手権 優勝
- 2015年 - ユニバーシアード 優勝
- 2015年 - グランドスラム・チュメニ 優勝
- 2015年 - グランドスラム・パリ 優勝
- 2015年 - グランドスラム・東京 優勝
- 2016年 - グランドスラム・パリ 優勝
- 2016年 - 体重別 優勝
- 2016年 - 全日本選手権 3位
- 2016年 - ワールドマスターズ 3位
- 2016年 - 実業団体 優勝
- 2016年 - リオデジャネイロオリンピック 2位
- 2017年 - グランプリ・デュッセルドルフ 2位
- 2017年 - 体重別 3位
- 2017年 - 実業団体 優勝
- 2017年 - 世界団体 優勝
- 2018年 - グランドスラム・デュッセルドルフ 2位
- 2018年 - 体重別 2位
- 2018年 - 全日本選手権 優勝
- 2018年 - 世界選手権 3位
- 2018年 - 世界団体 優勝
- 2019年 - グランドスラム・パリ 2位
- 2019年 - グランドスラム・デュッセルドルフ 優勝
- 2019年 - 体重別 優勝
- 2019年 - 全日本選手権 5位
- 2019年 - グランプリ・モントリオール 2位
- 2019年 - グランプリ・ザグレブ 2位
- 2019年 - 世界選手権 2位
- 2019年 - ワールドマスターズ 優勝
- 2021年 - グランドスラム・アンタルヤ 2位
- 2021年 - アジア・オセアニア選手権 優勝
- 2021年 - 東京オリンピック 5位
- 2021年 - 東京オリンピック混合団体 2位
- 2022年 - 体重別 3位
- 2022年 - 全日本選手権 3位
- 2022年 - 講道館杯 2位
- 2022年 - グランドスラム・東京 3位
- 2023年 - 全日本選手権 5位
- 2023年 - 講道館杯 5位
- 2024年 - 全日本選手権 2位
- 2025年 - 全日本選手権 2位

（出典、JudoInside.com）

## 有力選手との対戦成績
| 国籍                | 選手名                       | 内容      |
| ------------------- | ---------------------------- | --------- |
| 日本の旗            | 七戸龍                       | 6勝       |
| 日本の旗            | 王子谷剛志                   | 8勝7敗2分 |
| 日本の旗            | 上川大樹                     | 2勝2敗    |
| ウズベキスタンの旗  | アブドゥロ・タングリエフ     | 1勝       |
| フランスの旗        | テディ・リネール             | 3敗       |
| ブラジルの旗        | ラファエル・シルバ           | 3勝3敗    |
| ブラジルの旗        | ダビド・モウラ               | 3勝       |
| ジョージア (国)の旗 | グラム・ツシシビリ           | 1勝       |
| チェコの旗          | ルカシュ・クルパレク         | 1勝2敗    |
| モンゴルの旗        | ウルジバヤル・ドゥレンバヤル | 3勝1敗    |
| イスラエルの旗      | オル・サッソン               | 1勝       |
| オランダの旗        | ロイ・メイヤー               | 3勝       |
| ロシアの旗          | イナル・タソエフ             | 2勝       |
| ロシアの旗          | タメルラン・バシャエフ       | 1勝1敗    |
| ジョージア (国)の旗 | ゲラ・ザアリシビリ           | 1敗       |

（参考資料：ベースボールマガジン社発行の近代柔道バックナンバー、JudoInside.com等）